# Большой Борбало
Большой Борбало (груз. დიდი ბორბალო) — гора в Пшав-Хевсуретском хребте Главного Кавказского хребта, расположена на территории Грузии.
Здесь берут начало некоторые большие реки: Иори, Алазани — и многие притоки других рек, в том числе текущие на север (Андаки — приток реки́ Аргун, бассейна Терек) и восток (Андийское койсу, бассейна Сулак). К югу от Борбало отделяются два значительных отрога, служащие водоразделом: Картлийский хребет — между реками Пшавская Арагви и Иори, и Кахетский хребет — между Иори и Алазани (все — бассейн Куры).
Борбало (вместе с расположенной к северу Тебулосмтой) служит границей геологического строения Главного Кавказского хребта; так, к западу от Борбало по преимуществу состоят из эруптивных пород (гранит, кристаллический сланец, порфир и др.), а к востоку — из пород осадочного происхождения (глинистый сланец, песчаники).
Большой Борбало имеет высоту 3294 м над уровнем моря, расположенный северо-восточнее Малый Борбало — 3134 м.
На восток (юго-восток) от г. Большой Барбало Водораздельный хребет обрывается до Куро-Араксинской равнины (то есть на восточном участке Большого Кавказского хребта с юга нет примыкающих хребтов, за исключением 1-2 отрогов в районе Бабадаг — Шемахы, р. Пирсагат — Лянгябизский хр.) — непосредственно у подножия Барбало лежат Алазань-Авторанская долина и Иорское плоскогорье (Ширакская степь). Рядом на востоке расположен Мтатушетский заповедник (Мта-Тушети), Банский перевал (2928 м) через Главный хребет (внутригрузинский) и курорт Торгвас-Абано (1800—1850 м; у Банского перевала, на р. Стори). На западе — перевал Датвис-Джварисгеле (2676 м).